# آرداشس هاروتیونیان
آرداشس هاروتیونیان (ارمنی: Արտաշէս Յարութիւնեան؛ به زبان لاتین Ardashes Harutiunian)، (متولد ۳ سپتامبر ۱۸۷۳ در مالکارا، نزدیکی رودوستو، امپراتوری عثمانی – درگذشته ۱۶ اوت ۱۹۱۵)، با نام مستعار مانیشاک، بان، شاهِن-گارو و گارو یک مترجم خودآموخته زبان فرانسوی، شاعر، منتقد ادبی، ارمنی ساکن امپراتوری عثمانی بود.

## زندگی
از سال ۱۹۱۲ وی در استانبول می‌زیست و به عنوان معلم و همکار در روزنامه‌های ارمنستان غربی فعالیت می‌نمود. او اولین دفتر شعر خویش را با عنوان «چنگ رهاشده» (Լքուած քնար) در سال ۱۹۰۲ و به دنبال آن دو مجموعه جدید با عناوین «زایش» (Երկունք) و «چنگ تازه» (Նոր քնար) در سال‌های ۱۹۰۶ و ۱۹۱۲ میلادی به چاپ رسانید. وی یکی از اولیت منتقدان ادبی اشعار معاصر ارمنی به مانند میساک متسارنتس، دانیل واروژان و سیامانتو بود. در جریان نسل‌کشی ارمنی‌ها، در ۲۴ آوریل ۱۹۱۵، او در اسکودار به‌سر می‌برد. وی سپس در ۲۸ ژوئیه ۱۹۱۵ میلادی دستگیر شد و هنگامی که پدرش برای ملاقات وی به زندان رفت او نیز دستگیر شد و به همراه پسرش و ۲۶ ارمنی دیگر به نیکومدیا (ازمیر کنونی) تبعید و در کلیسای ارمنی شهر زندانی شدند. آنها هنگامی که در بند بودن در روز ۱۶ اوت ۱۹۱۵ به قتل رسیدند. وی هنگام مرگ ۴۱ سال سن داشت. پس از مرگ وی هاروتیونیان اشعارش در کتاب‌های جداگانه‌ای در پاریس (۱۹۳۷) و ایروان (۱۹۶۸) به چاپ رسیدند. موضوع اصلی اشعاری مانند «ولگردی در شب»، «پنجره‌ها»، «سپیده‌دم»، محبت عشق ورزی و و انسان دوستی بودند.